# Vachsky (huyện)
Huyện Vachsky (tiếng Nga: ? райо́н) là một huyện hành chính tự quản (raion), của Tỉnh Nizhny Novgorod, Nga. Huyện có diện tích 972 km², dân số thời điểm ngày 1 tháng 1 năm 2000 là 24700 người. Trung tâm của huyện đóng ở Vacha.